# 漢普頓 (維吉尼亞州)
漢普頓（英語：Hampton）是美國維吉尼亞州東南部漢普頓錨地的一個獨立城市。面積352.8平方公里。2019年人口134,510人。
漢普頓成立於1634年。城名紀念亨利·羅賽斯雷，第三代南安普頓伯爵。汉普顿大学位于此地。
詹森太空中心的前身設在此地，在此指揮過水星任務。